# Macrothemis newtoni
Macrothemis newtoni – gatunek ważki z rodziny ważkowatych (Libellulidae).